# Крейтон, Сергей Николаевич
Серге́й Никола́евич Крейтон (1876—1927) — командующий лейб-гвардии 1-м стрелковым полком, полковник.

## Биография
Англиканского вероисповедания. Из дворян Санкт-Петербургской губернии. Сын статского советника Николая Васильевича Крейтона (1825—1885), внук лейб-медика Высочайшего двора Арчибальда-Вильяма (Василия Петровича) Крейтона (1791—1864).
По окончании Пажеского корпуса в 1896 году был выпущен подпоручиком в лейб-гвардии Преображенский полк. Произведен в поручики 6 декабря 1900 года, в штабс-капитаны — 6 декабря 1904 года, в капитаны — 25 февраля 1909 года.
22 апреля 1909 года назначен адъютантом киевского, подольского и волынского генерал-губернатора, с зачислением по армейской пехоте, подполковником. 6 мая 1913 года произведен в полковники «за отличие по службе», а 30 августа того же года назначен офицером для особых поручений при киевском генерал-губернаторе. Библиофил и коллекционер, состоял членом Кружка любителей русских изящных изданий.
С началом Первой мировой войны был прикомандирован к лейб-гвардии 4-му стрелковому полку. 13 августа 1915 года назначен командиром 242-го пехотного Луковского полка. 7 февраля 1917 года назначен командующим лейб-гвардии 1-м стрелковым полком, в каковой должности оставался до 27 октября 1917 года.
В октябре—декабре 1918 года был командиром 2-го отдела Офицерской дружины генерала Кирпичева в Киеве. Позднее состоял уполномоченным Общества Красного креста в Турции.
В эмиграции в Югославии. Умер от туберкулеза в 1927 году в Панчеве.

## Награды
- Орден Святой Анны 3-й ст. (1909)
- Орден Святого Станислава 2-й ст. (ВП 9.09.1911)
- Орден Святого Владимира 4-й ст. с мечами и бантом (ВП 28.05.1915)
- мечи к ордену Св. Станислава 2-й ст. (ВП 20.07.1915)
- Орден Святого Владимира 3-й ст. с мечами (ВП 23.11.1915)
- Орден Святой Анны 2-й ст. с мечами (ВП 24.05.1916)
- Высочайшее благоволение «за отличия в делах против неприятеля» (ВП 6.12.1916)